# Анадиплозис
Анади́плозис (з грец. ἀναδίπλωσις — «повторення, подвоєння»), зіткнення — це стилістична фігура, що полягає у повторенні останнього слова або групи слів одного речення на початку наступного речення або рядка віршу.
Анадиплозис вживається в поезії та прозі, цю стилістичну фігуру можна часто зустріти у фольклорі та стилізаціях, у Біблії тощо. Вірш, у якому анадиплозис зв'являється в усіх суміжних рядках, називається акромонограмою.

## Приклади
Страх породжує гнів. Гнів народжує ненависть. Ненависть – запорука страждань.— Йода
Кораблем грається вітер і хвиля,

Вітер і хвиля граються безсердечно.— Йоганн Вольфганг фон Ґете
Згасає день за синіми лісами,

За синіми лісами лягла імла;

Пливуть рожеві хмари небесами,

І тихо з небесами злилась земля.

Стоять квітки, окроплені росою,

Окроплена росою, тремтить трава.

Мої думки захоплені красою,

Захоплені красою мої слова— Дмитро Загул